# Porothamnium minutum
Porothamnium minutum là một loài Rêu trong họ Neckeraceae. Loài này được (Broth. & Paris) Broth. miêu tả khoa học đầu tiên năm 1925.